# Villar-Saint-Anselme
Villar-Saint-Anselme é uma comuna francesa na região administrativa de Occitânia, no departamento de Aude. Estende-se por uma área de 5,88 km². Em 2010 a comuna tinha 124 habitantes (densidade: 21,1 hab./km²).